# Явански сив лангур
Яванският сив лангур още явански сурили (Presbytis comata) е вид бозайник от семейство Коткоподобни маймуни (Cercopithecidae). Видът е застрашен от изчезване.

## Разпространение
Разпространен е в Индонезия (Ява).